# Hot Springs (Arkansas)

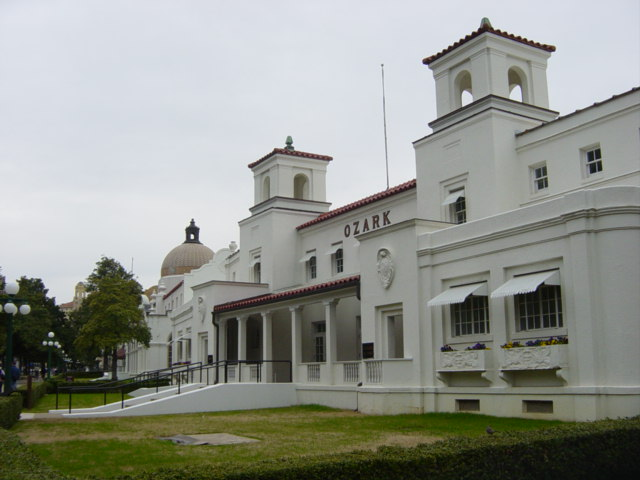
Voormalig badhuis (nu museum) in Hot Springs

Hot Springs is een plaats (city) in de Amerikaanse staat Arkansas, en valt bestuurlijk gezien onder Garland County. Aan de rand van de stad ligt Hot Springs National Park.

## Demografie
Bij de volkstelling in 2000 werd het aantal inwoners vastgesteld op 35.750.
In 2006 is het aantal inwoners door het United States Census Bureau geschat op 38.468, een stijging van 2718 (7.6%).

## Geografie
Volgens het United States Census Bureau beslaat de plaats een oppervlakte van 85,5 km², waarvan 85,2 km² land en 0,3 km²
water.

## Plaatsen in de nabije omgeving
De onderstaande figuur toont nabijgelegen plaatsen in een straal van 24 km rond Hot Springs.

## Geboren
- James Rector (1884-1949), atleet
- Alan Ladd (1913-1964), acteur